# ミルキィホームズ 探偵学院放送室2
『ミルキィホームズ 探偵学院放送室2』（ミルキィホームズ たんていがくいんほうそうしつ ツー）は、2010年10月10日から2011年4月3日までラジオ大阪にて放送していた日本のラジオ番組。

## 概要
三森すずこ、徳井青空、橘田いずみ、佐々木未来の4名がパーソナリティを務めるトーク番組である。毎回、この4名によるトークを中心に、いくつかのコーナーにてさまざまな企画に挑戦した。また、ゲストを招くこともあり、過去には実業家の木谷高明や、声優の森嶋秀太らが、ゲストとして出演した。

## 放送の形態
2010年10月10日より、ラジオ大阪にて放送が開始された。基本的には、毎週日曜日の午後10時30分から、30分にわたって放送していた。2011年4月3日に最終回が放送された。
また、この番組はインターネット経由でも配信していた。この番組を制作する響が運営するウェブサイト「HiBiKi Radio Station」にて、毎週火曜日に配信された。基本的に、ラジオ大阪にて放送された内容が、2日遅れでHiBiKi Radio Stationにて配信されることになる。そのため、ラジオ大阪を聴取できないリスナーも、インターネット経由で聴取することができた。
放送終了後、ラジオCDとしてシリーズ化され、響より発売された。CD-ROMに今までの放送内容をMP3形式で収録するとともに、CD-DAに新たに録りおろした内容を収録している。なお、ラジオCDのカバーイラストは、Project MILKY HOLMESに縁のある沼田誠也や刻田門大が手がけている。

## 番組の名称
この番組のタイトルは『ミルキィホームズ 探偵学院放送室2』であり、末尾に「2」が付いている。これは、かつて同名の『ミルキィホームズ 探偵学院放送室』というインターネットラジオ番組が放送されていたためである。ただし、『ミルキィホームズ 探偵学院放送室』はあくまでインターネットラジオでのみ展開されたため、ラジオ大阪など地上波ラジオでは放送されなかった。
こちらの番組もHiBiKi Radio Stationより配信されており、最終回が2010年10月8日に放送されている。出演しているパーソナリティや番組制作に携わる人々など、キャストやスタッフは共通する点も見受けられた。

## 番組の内容
同名の『ミルキィホームズ 探偵学院放送室』とは番組内容を大幅に変更しており、『ミルキィホームズ 探偵学院放送室2』の公式サイトでも「内容一新」したと記述されている。具体的には、番組の構成やコーナーの内容などが見直され、大幅に変更されている。
また、地上波での放送となったことから、『探偵オペラ ミルキィホームズ』についてあまり知らないリスナーでも楽しめるように、放送内容が考慮されている。一例として、『ミルキィホームズ 探偵学院放送室』では、番組冒頭にてレギュラーパーソナリティが語尾に「○○みるきぃ」と付けて挨拶するのが恒例であった。しかし、『ミルキィホームズ 探偵学院放送室2』ではそのような挨拶は行われず、番組冒頭のレギュラーパーソナリティのコメントは普通の挨拶となっている。これは、ラジオ大阪の一般のリスナーにも受け入れてもらいやすいようにと、配慮したためである。2011年1月9日の放送では久しぶりに「こんばんみるきぃ」との挨拶を行った。レギュラーパーソナリティの徳井青空は、「こんばんみるきぃ」ではなく「こんばんは」を多用するようになった理由について「ラジオだし『こんばんは』よ、地上波は『こんばんは』よ、みたいなのがあった」と説明しており、地上波であることを意識して変えたと語っている。なお、2011年に入って初めての放送では、新年第一回目ということもあり特に「明けましておめでみるきぃ」「あけおめみるきぃ」「あけみるきぃ」「みるきましておめでとうございます」といった四者四様の新年の挨拶が披露された。

## パーソナリティ
- 三森すずこ（シャーロック役）
- 徳井青空（ネロ役）
- 橘田いずみ（コーデリア役）
- 佐々木未来（エリー役）

## ゲスト
| 放送回 | 氏名           | 備考                                         |
| ------ | -------------- | -------------------------------------------- |
| 4      | 木谷高明       | ブシロード社長                               |
| 10     | 森嶋秀太       | ラムズ所属声優                               |
| 11     | 明坂聡美       | スペースクラフト・エンタテインメント所属声優 |
| 12     | 明坂聡美       | スペースクラフト・エンタテインメント所属声優 |
| 13     | 岸尾だいすけ   | フリー声優                                   |
| 14     | たにはらなつき | EDEN'S NOTES所属イラストレーター             |
| 14     | 土田康司       | アートディンク所属ディレクター               |
| 14     | 中村伸行       | ブシロード所属プロデューサー                 |
| 14     | 奥村越後屋     | クロノギアクリエイティヴ所属プロデューサー   |

## ラジオCD
- 『ミルキィホームズ 探偵学院放送室2 vol.1』響、2011年9月23日。
  - 新規録りおろしCD + ラジオ第1回〜第9回までをMP3にて収録。
- 『ミルキィホームズ 探偵学院放送室2 vol.2』響、2012年2月22日。
  - 新規録りおろしCD + ラジオ第10回〜第18回までをMP3にて収録。
- 『ミルキィホームズ 探偵学院放送室2 vol.3』響、2012年5月19日。
  - 新規録りおろしCD + ラジオ第19回〜第26回までをMP3にて収録。